# Jakob Fellman
Jacob eller Jakob (även Jaakko) Fellman, född 25 mars 1795 i Rovaniemi, död 8 mars 1875 i Lappajärvi, var en finländsk präst och naturforskare. Han var far till Isak Fellman och sonsons sonson till Esaias Mansueti Fellman.
Fellman var kyrkoherde i Utsjoki 1819–32 och sedermera i Lappajärvi. Han predikade och skrev på samiska och var den förste som i skrift använde  kemisamiskan, den varietet, som talades i finska lappmarken. Han hyste storartat vetenskapligt intresse för Lappmarken, varom framför allt hans Anteckningar under min vistelse i Lappmarken (4 delar, Helsingfors 1906) vittnar. Han skrev om den samiska mytologin och utgav en ordbok år 1829, efter att han besökt byarna Kuolajärvi och Sompio. Fellman drev under åren 1855-1858 Haga pappersbruk i dagens Kauhava.